# Ijen
Vulcanul  Ijen (2400m) - situat în estul insulei Jawa, Indonezia,  vulcan activ, este unul din cei trei vulcani activi din platoul Ijen (132kmp): Merapi  (2800m)- În partea de nord-est și Raung (3332m) în partea de sud-vest al platoului. 

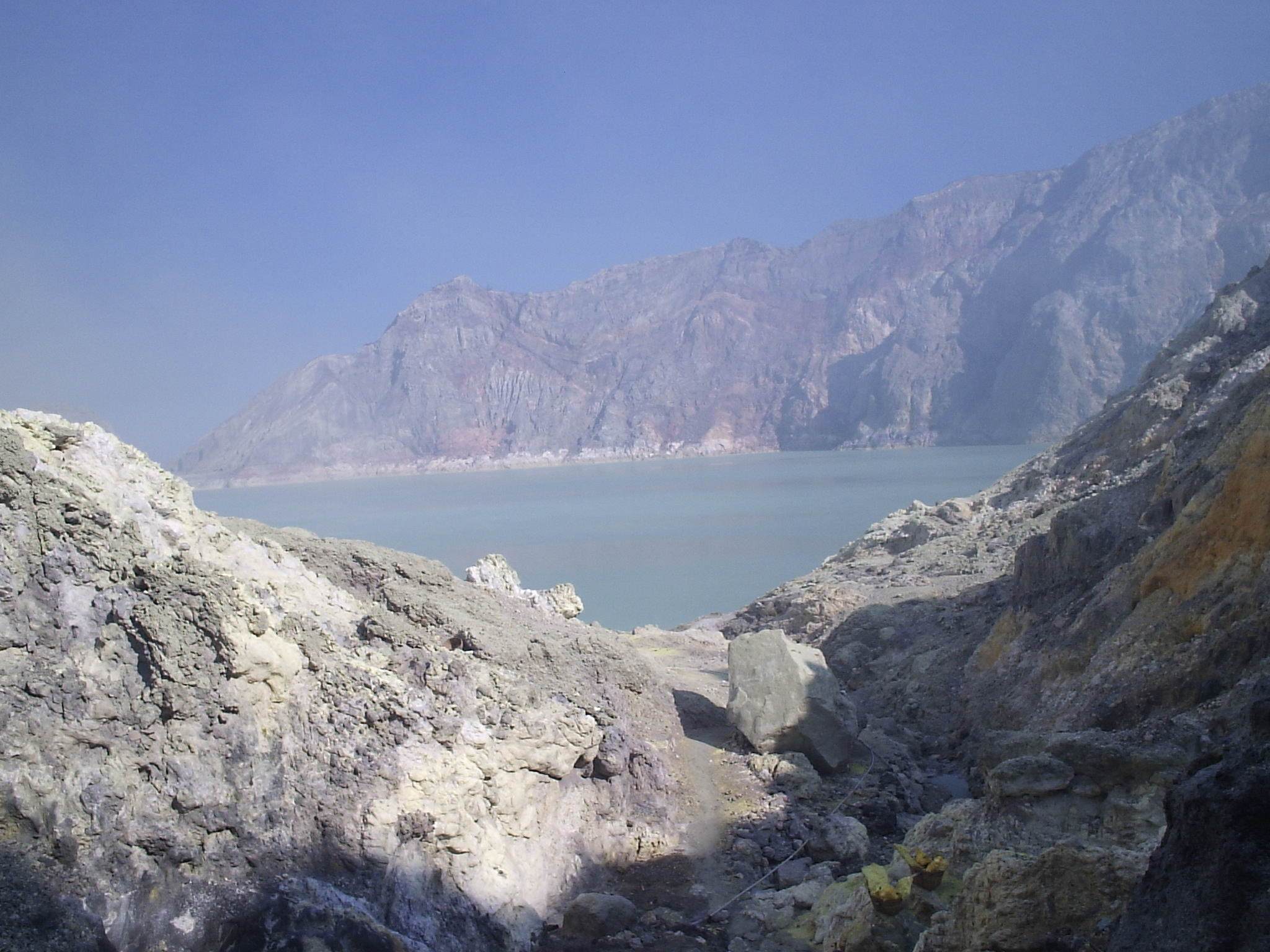
lacul din interiorul craterului ijen

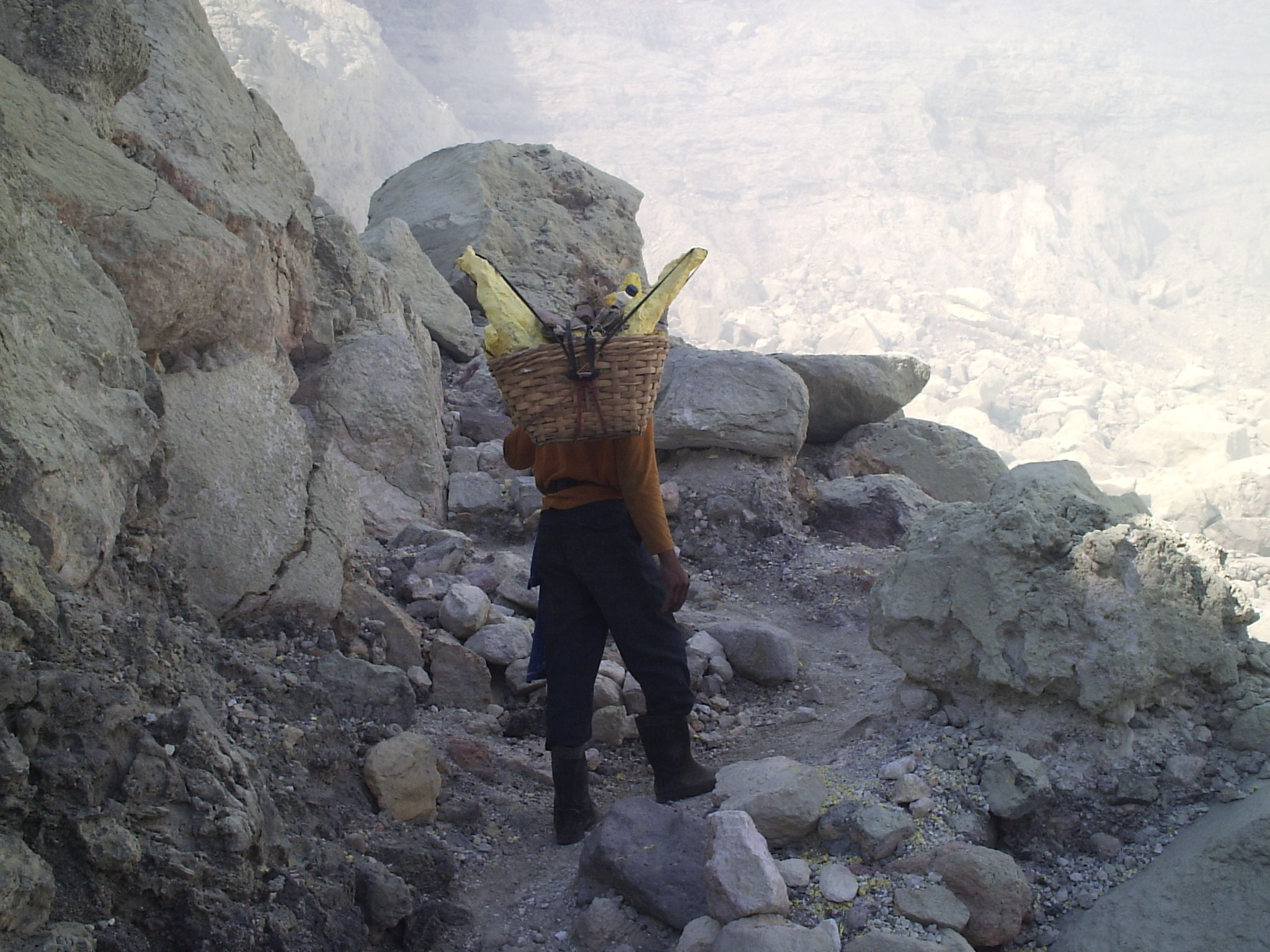
acești muncitori lucrează în crater în condițiile cele mai primitive, cărând bucăți de sulf de 70 kg pe o cărare foarte periculoasă. Aerul este irespirabil din cauza emanațiilor de gaze sulfuroase ale vulcanului. Banii pe care îi primesc acești muncitori pentru 20 kg de sulf dus 5 km până la poalele vulcanului, este de 1 (unu) dolar SUA!

Lacul sulfuros cu apă termală de culoare turcoaz din interiorul craterului atrage foarte mulți turiști care trec prin estul Jawei, iar drumul către vârful craterului este înconjurat de peisaje miraculoase. De la buza craterului se poate coborî până la baza craterului la depozitelele de sulf care emană gaze sulfuroase. Sulful este extras de localnici într-un mod primitiv care impresionează pe toți cei care se aventurează în crater. Coborâșul este abrupt pe o cărare accidentată, pe unde urcă și coboară muncitorii cu coșuri, pline cu bucăți de sulf, de câte 60-70 de kg. La câțiva metri de fumul sulfuros emanat de vulcan,; se poate ajunge la lacul aburind cu o culoare turcoaz, o priveliște mirifică și unică. De pe marginile lacului se ridică pereții abrupți ai craterului formați dintr-o rocă foarte moale și multicoloră. 

Ijen 3D

## Sfaturi pentru turiști
Turiștii care vor să ajungă la platoul Ijen sunt sfătuiți să urce în sezonul secetos între lunile aprilie și octombrie, iar cea mai bună perioadă a zilei este între orele 5 am (pentru un răsărit magnific) și 13 pm după care norii coboară în crater. Punctul de pornire spre crater este un Post de trecere numit Post Paltuding (acesta este punctul de reper al turiștilor, orice localnic vă poate îndruma aici...) unde drumul se bifurcă. Drumul din dreapta este cel mai specatculos și mai dificil pe unde sunt îndrumați de obicei turiștii (o jumătate de oră de mers cu mașina). Ajunși în alt punct de trecere, se poate lăsa mașina într-o parcare amenajată, iar taxa de trecere pentru vizitarea muntelui este de 2$ de persoană. Pentru cine vrea poate să plătească un ghid (20$), dar nu este nevoie pentru că drumul este foarte populat de muncitorii din crater, care cară sulful până la baza vulcanului și craterul este foarte ușor de găsit, de la parcare, o oră de urcat pe jos până la buza craterului pe o cărare nu foarte abruptă. Apoi de pe buza vulcanului se poate coborî în crater până la lac, pe o cărare „naturală“ foarte abruptă și periculoasă. Distanța de coborâre este de 20 de minute, dar timpul se dublează la urcare. 
Atenție! Drumul poate fi alunecos, roca este moale, pietrele nu sunt fixe, iar gazele emanate sunt sufocante. Coborârea este recomandată pentru turiștii cu experiență sau cu condiție fizică bună.
Este bine ca turiștii să aibă un minim de bagaj care să conțină apă, un fular (pentru fumul emanat de crater), și napolitane, biscuiți și țigări, pentru muncitorii care lucrează în crater și care sunt foarte prietenoși, se grăbesc să salute orice trecător și sunt tare încântați dacă le permiți să facă poze împreună cu tine. 
De o parte și de alta a drumului spre vulcan sunt plantații de cafea care se află în custodia guvernului, arbori de cauciuc, și o varietate de arbori și liane specifice zonei de pădure tropicală. Temperatura scade odată cu altitudinea, așa că la baza muntelui sunt 30 de grade, iar pe munte coboară temperatura până la 15 grade dimineața și 25 grade în miezul zilei.
Hotel Arabica, singurul hotel de la baza vulcanului, cu camere ieftine (10$) și nu foarte atrăgătoare, cu mic dejun inclus, este ușor de găsit cu ajutorul localnicilor.
Toată drumeția de la hotel la crater și înapoi la hotel, nu durează mai mult de 5-6 ore, dacă opririle sunt dese, admirând priveliștea îndeajuns.